# 郑福田 (1956年)
郑福田（1956年7月—），男，汉族，内蒙古翁牛特旗人，中华人民共和国政治人物，现任内蒙古自治区政协副主席，中国民主促进会中央委员会常务委员。第十一、十二、十三届全国政协委员